# Gigabit Interface Converter

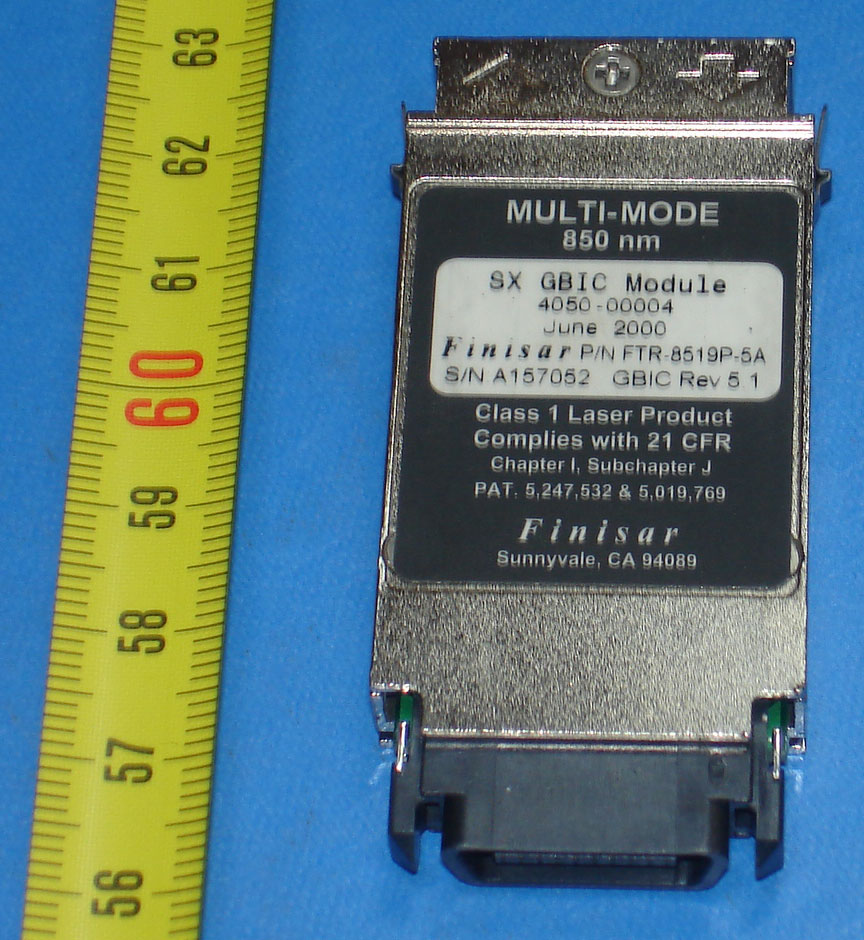
konwerter GBIC

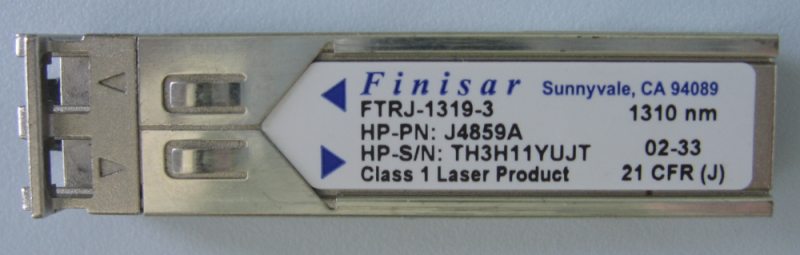
miniGBIC LX

Gigabit Interface Converter (GBIC) – konwerter gigabitowego interfejsu w sieciach komputerowych opartych na standardzie Ethernet, używany do przejścia z medium światłowodowego na elektryczne. Istnieją następujące typy konwerterów GBIC:
- SX – światłowód wielomodowy, zasięg do 550 m,
- LX – światłowód jednomodowy, zasięg do 70 km,
- LH – światłowód jednomodowy, zasięg do 10 km,
- EX – światłowód jednomodowy, zasięg do 40 km,
- BX – światłowód jednomodowy, zasięg do 10 km, transmisja dwukierunkowa przez 1 włókno światłowodowe,
- CWDM – światłowód jednomodowy, zasięg do 70 km.

Od czasu rozpoczęcia produkcji transceiverów SFP, GBIC zaczęły wychodzić z użycia. SFP, zwane też mini-GBIC, posiadają te same funkcjonalności co GBIC, ale mają mniejsze wymiary. 